# Meagen Fay
Meagen Fay (Joliet, 1957) è un'attrice statunitense.

## Filmografia parziale

### Cinema
- Due figli di... (Dirty Rotten Scoundrels), regia di Frank Oz (1988)
- Barton Fink - È successo a Hollywood (Barton Fink), regia di Joel ed Ethan Coen (1991)
- Dall'oggi al domani (Big Girls Don't Cry... They Get Even), regia di Joan Micklin Silver (1991)
- Sol levante (Rising Sun), regia di Philip Kaufman (1993)
- Love Affair - Un grande amore (Love Affair), regia di Glenn Gordon Caron (1994)
- Due padri di troppo (Fathers' Day), regia di Ivan Reitman (1997)
- Magnolia, regia di Paul Thomas Anderson (1999)
- The Country Bears - I favolorsi (The Country Bears), regia di Peter Hastings (2002)
- Full Frontal, regia di Steven Soderbergh (2002)
- Freshman Orientation, regia di Ryan Shiraki (2004)
- Tre ragazzi e un bottino (Catch That Kid!), regia di Bart Freundlich (2004)
- Un'impresa da Dio (Evan Almighty), regia di Tom Shadyac (2007)
- 3 donne al verde (Mad Money), regia di Callie Khouri (2008)
- Wake, regia di Ellie Kanner (2009)
- Halloween II, regia di Rob Zombie (2009)
- I Hope They Serve Beer in Hell, regia di Bob Gosse (2009)
- Indovina perché ti odio (That's My Boy), regia di Sean Anders (2012)
- Authors Anonymous, regia di Ellie Kanner (2014)
- Entourage, regia di Doug Ellin (2015)
- La La Land, regia di Damien Chazelle (2016)
- Dark Harbor, regia di Joe Raffa (2019)

### Televisione
- Ohara – serie TV, 14 episodi (1987-1988)
- Carol & Company – serie TV, 31 episodi (1990-1991)
- Pappa e ciccia (Roseanne) – serie TV, 4 episodi (1991-1992)
- The Carol Burnett Show – programma TV, 7 puntate (1991)
- Woops! – serie TV, 11 episodi (1992)
- Tales of the City – miniserie TV, 4 puntate (1993)
- The Home Court – serie TV, 20 episodi (1995-1996)
- La vita con Louie (Life with Louie) – serie TV, 13 episodi (1995-1997)
- Tucker – serie TV, episodi 1x07-1x08-1x10 (2001)
- Malcolm (Malcolm in the Middle) – serie TV, 11 episodi (2002-2004)
- Kingdom Hospital – miniserie TV, 7 puntate (2004)
- Cold Case - Delitti irrisolti - serie TV, 1 episodio (2006)
- Species IV - Il risveglio (Species: The Awakening), regia di Nick Lyon – film TV (2007)
- La vita secondo Jim (According to Jim) – serie TV, episodi 6x12-7x05 (2007-2008)
- Due uomini e mezzo (Two and a Half Men) – serie TV, episodi 6x20-7x13 (2009-2010)
- In musica e in amore (Strawberry Summer), regia di Kevin Connor – film TV (2012)
- Agent Carter – serie TV, 4 episodi (2015)
- Transparent – serie TV, episodi 2x05-3x07-3x09 (2015-2016)
- Good Girls Revolt – serie TV, episodi 1x02-1x03-1x10 (2016)
- Shrink – serie TV, 8 episodi (2017)
- Loot - Una fortuna (Loot) – serie TV, 9 episodi (2022)

## Doppiatrici italiane
Nelle versioni in italiano delle opere in cui ha recitato, Meagen Fay è stata doppiata da:
- Lorenza Biella in CSI - Scena del crimine
- Roberta Gasparetti in Cold Case - Delitti irrisolti
- Doriana Chierici in Due uomini e mezzo (ep. 6x20)
- Alessandra Korompay in Due uomini e mezzo (ep. 7x13)
- Anna Rita Pasanisi in Mad Men
- Cristina Boraschi in Criminal Minds
- Aurora Cancian in Titans
- Antonella Rinaldi in 9-1-1